# Železniční trať Bratislava–Štúrovo
Železniční trať Bratislava–Štúrovo (v jízdním řádu pro cestující označená číslem 130) je dvoukolejná elektrizovaná trať na Slovensku, která spojuje Bratislavu a Štúrovo a pokračuje dále na Budapešť. Trať je součástí Panevropského dopravního koridoru č. 4, jenž spojuje Drážďany a Istanbul.

## Historie
Železniční trať Bratislava–Štúrovo patří mezi nejdůležitější železniční tratě na Slovensku. Byla otevřena dne 16. prosince roku 1850, ve své době spojovala Vídeň a Budapešť. Železniční trať spojující Vídeň, Marchegg a Bratislavu byla otevřena 10. srpna 1848. V roce 1846 byl otevřen maďarský úsek mezi Budapeští a Vácem. Do roku 1904 byla položena i druhá kolej. Dne 31. ledna 1969 byl zahájen provoz v elektrické trakci, slavnostní vlak odvezla lokomotiva řady 240.